# Tomoplagia

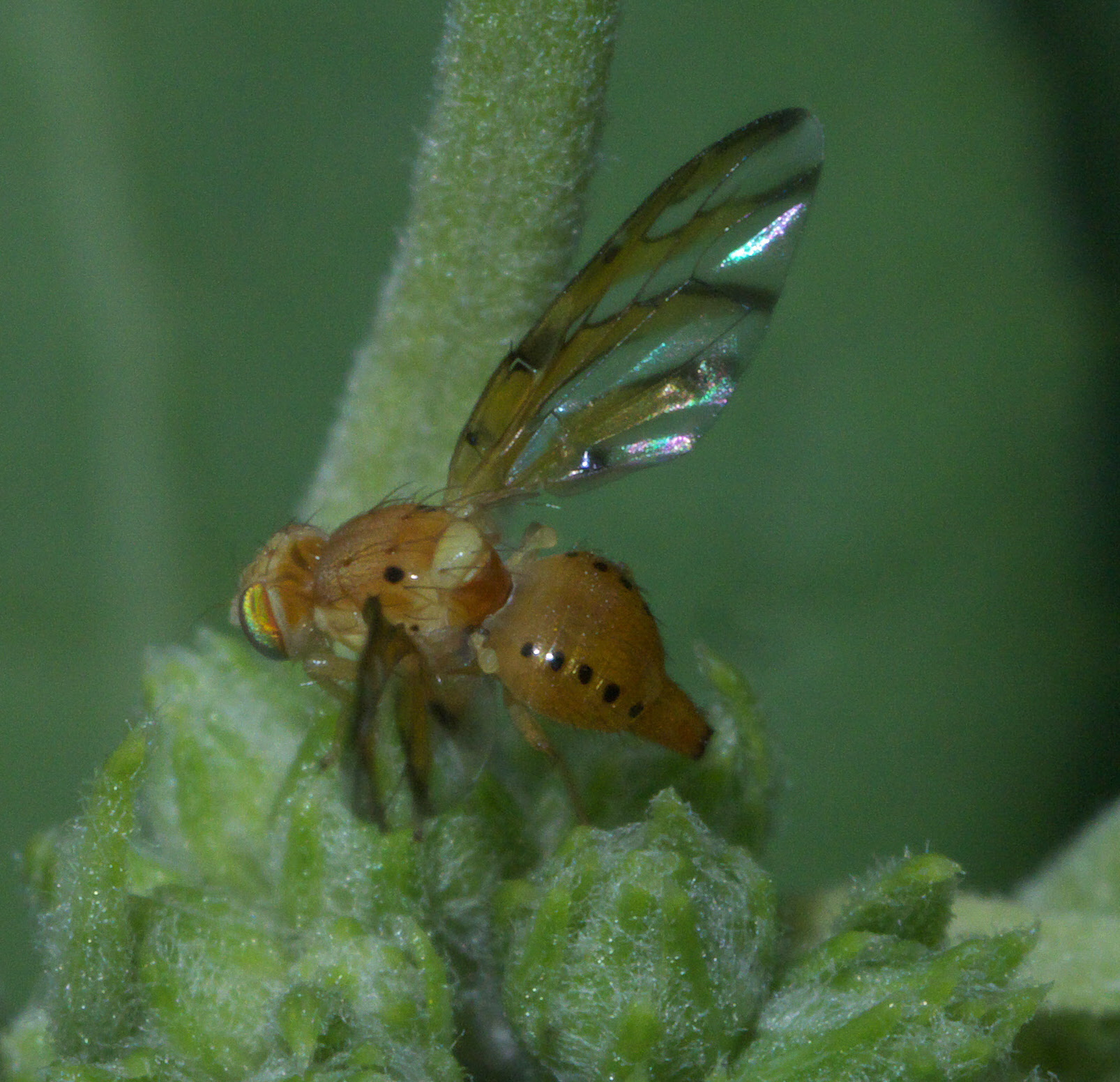
T. obliqua

Tomoplagia es un género de moscas de la fruta de la familia Tephritidae.

## Especies
El género Tomoplagia contiene las siguientes 61 especies:
- T. aberrans Aczel, 1954 i c g
- T. achromoptera Prado, Norrbom & Lewinsohn, 2004 c g
- T. aczeli Prado, Norrbom & Lewinsohn, 2004 c g
- T. argentiniensis Aczel, 1955 i c g
- T. arsinoe Hering, 1942 i c g
- T. atelesta Hendel, 1914 i c g
- T. atimeta Hendel, 1914 i c g
- T. bicolor Prado, Norrbom & Lewinsohn, 2004 c g
- T. biseriata (Loew, 1873) i c g
- T. brasiliensis Prado, Norrbom & Lewinsohn, 2004 c g
- T. brevipalpis Aczel, 1955 i c g
- T. carrerai Aczel, 1955 i c g
- T. cipoensis Prado, Norrbom & Lewinsohn, 2004 c g
- T. conjuncta Hendel, 1914 i c g
- T. costalimai Aczel, 1955 i c g
- T. cressoni Aczel, 1955 i c g b
- T. deflorata Hering, 1937 i c g
- T. dejeanii (Robineau-Desvoidy, 1830) i c g
- T. diagramma Hendel, 1914 i c g
- T. dimorphica Prado, Norrbom & Lewinsohn, 2004 c g
- T. discolor (Loew, 1862) i c g
- T. fiebrigi Hendel, 1914 i c g
- T. formosa Aczel, 1955 i c g
- T. grandis Prado, Norrbom & Lewinsohn, 2004 c g
- T. heringi Aczel, 1955 i c g
- T. incompleta (Williston, 1896) i c g
- T. interrupta Prado, Norrbom & Lewinsohn, 2004 c g
- T. jonasi (Lutz & Lima, 1918) i c g
- T. kelloggi Aczel, 1955 i c g
- T. matzenbacheri Prado, Norrbom & Lewinsohn, 2004 c g
- T. minattai Aczel, 1955 i c g
- T. minuta Hering, 1938 i c g
- T. monostigma Hendel, 1914 i c g
- T. obliqua (Say, 1830) i c g b
- T. ovalipalpis Aczel, 1955 i c g
- T. pallens Abreu, Prado, Norrbom & Solfrerini, 2005 c g
- T. penicillata Hendel, 1914 i c g
- T. phaedra Hendel, 1914 i c g
- T. pleuralis Hendel, 1914 i c g
- T. propleuralis Aczel, 1955 i c g
- T. pseudopenicillata Aczel, 1955 i c g
- T. punctata Aczel, 1955 i c g
- T. pura (Curran, 1931) i c g
- T. quadriseriata Hendel, 1914 i c g
- T. quadrivittata Lima, 1934 i c g
- T. quinquefasciata (Macquart, 1835) i c g
- T. reimoseri Hendel, 1914 i c g
- T. reticulata Abreu, Prado, Norrbom & Solfrerini, 2005 c g
- T. rudolphi (Lutz & Lima, 1918) i c g
- T. rupestris Prado, Norrbom & Lewinsohn, 2004 c g
- T. salesopolitana Aczel, 1955 i c g
- T. separata Hendel, 1914 i c g
- T. stacta Hendel, 1914 i c g
- T. stonei Aczel, 1955 i c g
- T. titschacki Hering, 1941 i c g
- T. tripunctata Hendel, 1914 i c g
- T. trivittata (Lutz & Lima, 1918) i c g
- T. unifascia Hendel, 1914 i c g
- T. variabilis Prado, Norrbom & Lewinsohn, 2004 c g
- T. vernoniae Hering, 1938 i c g
- T. voluta Prado, Norrbom & Lewinsohn, 2004 c g

Fuentes: i = ITIS, c = Catalogue of Life, g = GBIF, b = Bugguide.net